# Sentai Red Isekai de Bōkensha ni Naru
Sentai Red Isekai de Bōkensha ni Naru (jap. 戦隊レッド 異世界で冒険者になる) ist eine Mangaserie von Koyoshi Nakayoshi, die in Japan seit 2020 erscheint. Sie erhielt 2025 eine Umsetzung als Anime, der international als The Red Ranger Becomes an Adventurer in Another World bekannt wurde. Die Isekai- und Sentai-Parodie erzählt von einem Superhelden, der in einer Fantasy-Welt wiedergeboren wird und dort mit seiner Superheldenausrüstung weiterkämpfen kann.

## Inhalt
Als Superheld Kizuna Red kämpft Tōgo Asagaki zusammen mit anderen Helden im Sentai-Team Kizuna Ranger gegen den Bösewicht Breakup King und dessen Untergebene und Verbündete. Beim großen, abschließenden Kampf opfert sich Kizuna Red dann, um Japan vor dem Bösen zu retten. Dann wird er in einer anderen Welt wiedergeboren, in der es Dämonen, Zauberer und andere fantastische Elemente gibt. Er selbst aber hat seine Ausrüstung als Sentai-Krieger behalten und ist mit dieser hier nicht nur ein Fremdkörper, sondern auch überaus erfolgreich im Bewältigen von Abenteuern. Da es ihm auch große Freude macht, anderen zu helfen, ist die Arbeit als Abenteurer für ihn naheliegend. Als solcher trifft er bald auf Idola Avom. Die junge Magierin will den Status am Königshof erhalten, den früher ihr Vater innehatte, ehe er von dort verbannt wurde. Tōgos besondere Fähigkeiten erkennt sie bald als hilfreich, will sie erforschen und mit der hiesigen Magie verbinden.
Bei ihren Abenteuern treffen die beiden auf ein besonders mächtiges Monster, das sich als Produkt eines Magiesamens herausstellt. Diese verleihen ihren Trägern große Macht, korrumpieren sie aber oft auch. Daher werden sie von Prinzessin Teltina Liz Wagrel Alvarost und ihrem Leibwächter Lowji Mist gesammelt. Idola und Tōgo schließen sich ihnen an, da die gemeinsame Suche beiden Vorteile verspricht. Lowji ist Tōgo jedoch noch lange feindselig gesinnt, da er den starken Krieger als Konkurrenz sieht. Dennoch finden sie nach einer Weile zu einer kameradschaftlichen Zusammenarbeit. Bei all dem ist Tōgos Bedürfnis, mit allen Freundschaft zu schließen und Verbindungen zu schaffen, eine Hilfe, aber manchmal auch eine Last.

## Veröffentlichungen
Der Manga startete im Oktober 2020 im Magazin Shōnen Gangan bei Square Enix. Der Verlag brachte die Kapitel auch gesammelt in bisher neuen Bänden heraus. Eine englische Fassung erscheint auf der Plattform Manga UP!.
Beim Studio Satelight entstand eine Umsetzung der Geschichte als 12-teiliger Anime für das japanische Fernsehen. Regie führte Keiichiro Kawaguchi und die Drehbücher schrieb Atsuhiro Tomioka. Das Charakterdesign entwarf Shuji Maruyama, das Mechanical Design Yoshitaka Taniguchi, die künstlerische Leitung lag bei Hosoi und für die Kameraführung war Natsumi Uchida zuständig. Die 3D-Animationen leitete Hiroyuki Gotō und für die Tonregie war Keiichiro Kawaguchi verantwortlich. Im August 2024 wurde der Anime erstmals angekündigt. Die je 23 Minuten langen Folgen wurden vom 12. Januar bis 30. März 2025 von den Sendern AT-X, BS11, Tokyo MX, Sun TV, KBS Kyōto und TV Aichi in Japan ausgestrahlt. Parallel erfolgte die internationale Veröffentlichung per Streaming auf der Plattform Crunchyroll, unter anderem mit deutschen Untertiteln sowie zeitlich versetzt mit Synchronisation in Englisch und Hindi.

### Synchronisation
| Rolle                       | japanischer Sprecher (Seiyū) |
| --------------------------- | ---------------------------- |
| Tо̄go Asagaki/Kizuna Red     | Tomoya Itō                   |
| Idola Avom                  | Konomi Inagaki               |
| Teltina Liz Wagrel Alvarost | Minami Tanaka                |
| Lowji Mist                  | Tomohiro Ōno                 |

### Musik
Die Musik der Serie stammt von Koichiro Kameyama. Das Vorspannlied ist Cuz I von Hikaru Makishima und der Abspanntitel ist Explosive Heart von Aya Uchida. Während der Folgen wird das Lied Maximum Kizuna Kaiser Explosion!! von Akira Kushida verwendet.